# Paruszowice

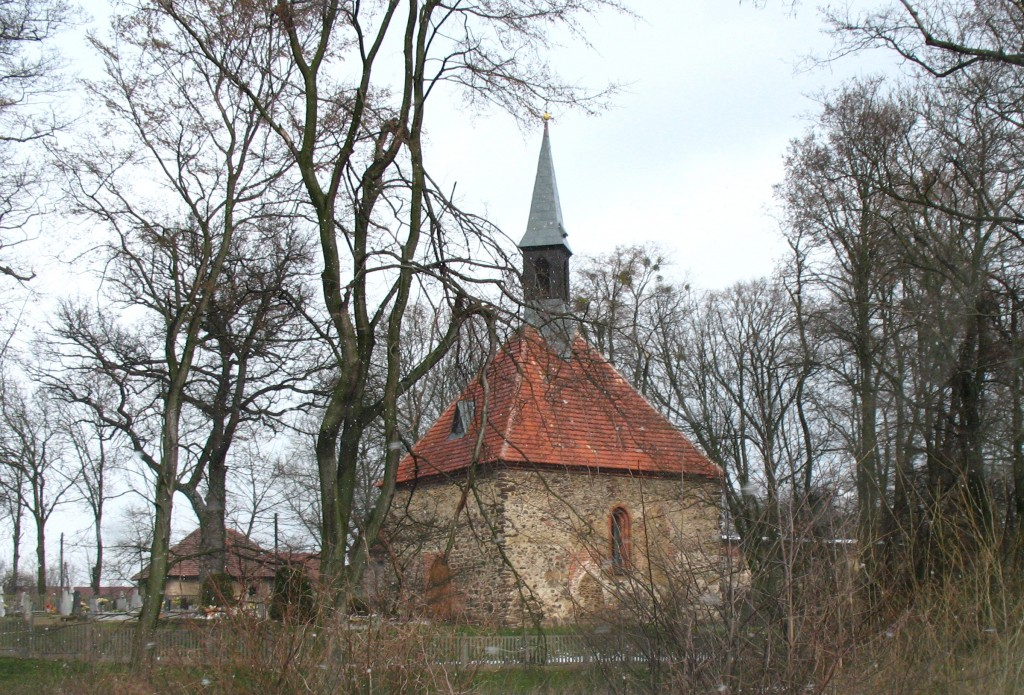
Evangelische Kapelle

Paruszowice (deutsch Baumgarten) ist ein Ort der Gmina Byczyna in der Woiwodschaft Opole in Polen.

## Geographie

### Geographische Lage
Paruszowice liegt im nordwestlichen Teil Oberschlesiens im Kreuzburger Land. Das Dorf Paruszowice liegt rund vier Kilometer südöstlich vom Gemeindesitz Byczyna, rund 15 Kilometer nördlich der Kreisstadt Kluczbork und etwa 61 Kilometer nordöstlich der Woiwodschaftshauptstadt Oppeln.
Das Dorf liegt am Proschlitzer Bach (poln. Pratwa), einem linken Nebenzufluss der Prosna. 

### Ortsteile
Zu Paruszowice gehört die nordwestlich gelegene Kolonie Długa (Langwiese).

### Nachbarorte
Nachbarorte von Paruszowice sind im Nordwesten der Gemeindesitz Byczyna (Pitschen), im Osten Gosław (Goslau), Dobiercice (Wilmsdorf), im Südwesten Chudoba (Eichborn) und im Westen Biskupice (Bischdorf).

## Geschichte
Das Dorf wird 1405 erstmals als Pomerium erwähnt. 1414 erfolgte eine Erwähnung des Dorfes als Bawnyartin.
1845 bestanden im Dorf ein Schloss, ein Vorwerk und weitere 30 Häuser. Im gleichen Jahr lebten in Baumgarten 295 Menschen, davon sieben katholisch und drei jüdisch. 1861 lebten in Baumgarten 275 Menschen. 1874 wurde der Amtsbezirk Wilmsdorf gegründet, zu dem Baumgarten eingegliedert wurde. Erster Amtsvorsteher war der Vorwerksbesitzer Herrmann Laubner aus der Kolonie Langwiese. 1887 wurde die Straße zwischen Wilmsdorf, Baumgarten und Pitschen ausgebaut.
1933 lebten in Baumgarten 340, 1939 wiederum 337 Menschen. Bis 1945 gehörte das Dorf zum Landkreis Kreuzburg O.S.
Als Folge des Zweiten Weltkriegs fiel Baumgarten 1945 wie der größte Teil Schlesiens unter polnische Verwaltung. Nachfolgend wurde der Ort in Paruszowice umbenannt und der Woiwodschaft Schlesien angeschlossen. 1950 wurde es der Woiwodschaft Oppeln eingegliedert. 1999 kam der Ort zum neu gegründeten Powiat Kluczborski (Kreis Kreuzburg).

## Sehenswürdigkeiten
- Die evangelische Kapelle wurde im 15. Jahrhundert im gotischen Stil auf einem quadratischen Grundriss erbaut. Seit 1532 dient diese als protestantisches Gotteshaus. In der Kirche befanden sich ein gotisches Triptychon, ein Taufbecken sowie ein barockes Kruzifix aus dem Jahr 1674. 1995 wurden diese Gegenstände bei einem Einbruch gestohlen. Das Triptychon wurde in den 2000er Jahren rekonstruiert.[6]
- Das Schloss Baumgarten wurde zu Beginn des 20. Jahrhunderts erbaut. Es befindet sich heute im Privatbesitz.[7]
- Das Schloss ist umgeben von einem 2 Hektar großen Landschaftspark, welcher im englischen Stil Mitte des 19. Jahrhunderts angelegt wurde.[7] Seit 1977 steht dieser unter Denkmalschutz.[8]

## Vereine
- Fußballverein LZS Rolnik Paruszowice

## Persönlichkeiten
- August Bassy (1903–1932), Arbeiter